# Cupid Throws a Brick
Cupid Throws a Brick è un cortometraggio muto del 1913 diretto da Allan Dwan

## Produzione
Il film fu prodotto dall'American Film Manufacturing Company come Flying A.

## Distribuzione
Distribuito dalla Mutual Film, il film - un cortometraggio in una bobina - uscì nelle sale cinematografiche USA il 7 aprile 1913. Ne venne fatta una riedizione che uscì con il titolo Cupid and the Brick il 3 marzo 1917.